# André Massant
André Massant (Booischot, 17 maart 1953) is een Belgisch voormalig motorcrosser.

## Levensloop
Massant werd actief in de motorcross op zijn 16e. In deze periode reed hij met een Flandria. Het hoogtepunt van zijn carrière beleefde hij in de jaren 70. In 1977 werd hij derde op het wereldkampioenschap bij de 125 cc op een Yamaha. In totaal won hij twee Grands Prix.
Zijn broer Omer was eveneens actief in de motorcross.